# خوسيه لوبيز بورتيو
خوسيه لوبيز بورتيو (بالإسبانية: José López Portillo) (و. 1920 – 2004 م) هو كاتب ومحامي وسياسي مكسيكي منتسب إلى الحزب الثوري المؤسسي (بّي آر آي) وشغل منصب الرئيس الثامن والخمسين للمكسيك منذ عام 1976 حتى عام 1982. كان لوبيز بورتيو المرشح الرسمي الوحيد في الانتخابات الرئاسية لعام 1976، وكان الرئيس الوحيد في التاريخ المكسيكي الحديث الذي فاز في الانتخابات دون معارضة.
من الناحية السياسية، بدأت إدارة لوبيز بورتيو عملية انفتاح سياسي جزئي من خلال إقرار إصلاح انتخابي في عام 1977 خفف من متطلبات تسجيل الأحزاب السياسية (وبالتالي منح المنشقين من اليسار، الذين كان الكثير منهم حتى الآن متورطًا في نزاع مسلح ضد الحكومة، طريقًا للمشاركة بشكل قانوني في السياسة الوطنية) وسمح بتمثيل أكبر لأحزاب المعارضة في مجلس النواب، وكذلك منح العفو للعديد من مقاتلي حرب العصابات من الحرب القذرة. من الناحية الاقتصادية، كان لوبيز بورتيلو آخر ما يسمى بالرؤساء المكسيكيين القوميين الاقتصاديين. تميزت فترة ولايته باستثمارات كبيرة في الصناعة النفطية الوطنية بعد اكتشاف احتياطات نفطية جديدة، مما حفز النمو الاقتصادي الأولي، لكنه أفسح المجال لاحقًا لأزمة ديون حادة بعد انخفاض أسعار النفط العالمية في صيف عام 1981، مما دفع المكسيك إلى إعلان التخلف عن سداد الديون السيادي في عام 1982. نتيجة للأزمة، ابتليت الأشهر الأخيرة من إدارته بهروب رؤوس المال على نطاق واسع، مما دفع لوبيز بورتيو إلى تأميم البنوك قبل ثلاثة أشهر من ترك منصبه، وبحلول نهاية فترة ولايته، كان لدى المكسيك أعلى دين خارجي في العالم. تميزت رئاسته أيضًا بانتشار الفساد الحكومي والمحسوبية.
بعد فترة وجيزة من تركه منصبه، خلال رئاسة خليفته ميغيل دي لا مدريد، تمت محاكمة العديد من المسؤولين الذين عملوا في ظل إدارة لوبيز بورتيو بتهمة الفساد، وكانت أكثر القضايا شهرة هي قضية أرتورو دورازو وخورخي دياز سيرانو. على الرغم من الاشتباه في تورط لوبيز بورتيو نفسه في الفساد أيضًا، غير أنه لم يتم اتهامه بأي جرائم. اكتُشف بعد وفاته أنه كان متعاونًا مع وكالة المخابرات المركزية قبل أن يصبح رئيسًا للمكسيك.
توفي لوبيز بورتيو متأثرًا بمضاعفات ذات الرئة في منزله في مدينة مكسيكو في 17 فبراير 2004 عن عمر يناهز 83 عامًا، ودفن في منطقة بانثيون الفيدرالية العسكرية.

## بداية حياته وتعليمه
ولد لوبيز بورتيو في مدينة مكسيكو، لوالده خوسيه لوبيز بورتيو واي ويبر (1888-1974)، وهو مهندس ومؤرخ وباحث وأكاديمي، ولوالدته ريفوثيو باتشيكو اي فيلا-غوردوا. كان حفيد خوسيه لوبيز بورتيو إي روجاس، محام وسياسي وكاتب. كان أحد أسلافه الآخرين قاضيًا ملكيًا في أودينسيا دي نويفا غاليسيا في القرن الثامن عشر. كان الحفيد الأكبر لخوسيه ماريا نارفايز (1768-1840)، وهو مستكشف إسباني ويعد أول من دخل مضيق جورجيا، تدعى في الوقت الحاضر كولومبيا البريطانية، وأول من شاهد الموقع الذي يسمى اليوم فانكوفر. درس القانون في الجامعة الوطنية المستقلة في المكسيك (أونام) قبل أن يبدأ مسيرته المهنية السياسية.

## بداية مسيرته المهنية
بعد تخرجه، بدأ حياته السياسية مع الحزب الثوري المؤسسي (بّي آر آي) في عام 1959. شغل عدة مناصب في إدارتي سلفيه قبل تعيينه وزيرًا للمالية في عهد لويس إتشيفيريا، وهو صديق مقرب له منذ الطفولة، بين عامي 1973 و1975.
أكد لوبيز بورتيو، وهو معتدل أيديولوجي، مرارًا وتكرارًا أنه «ليس من اليمين أو اليسار».

## الرئاسة

### السياسة الداخلية
تم انتخاب لوبيز بورتيو دون معارضة في عام 1976، رغم أن الحزب الثوري الدستوري كان في جميع الأحوال راسخًا لدرجة أنه كان متأكدًا من فوزه عندما اختاره إتشيفريا كمرشح للحزب الثوري الدستوري. يعد حتى الآن، آخر رئيس مكسيكي يترشح دون معارضة.
عندما استلم منصبه، كانت المكسيك في خضم أزمة اقتصادية. نفذ برنامجًا طامحًا لتعزيز التنمية الاقتصادية في المكسيك من خلال إيرادات ناتجة عن اكتشاف بيتروليوس مكسيكانوس (بيميكس)، وهي شركة النفط المملوكة للقطاع العام في البلاد، لاحتياطيات نفطية جديدة في ولايتي فيراكروز وتاباسكو. في عام 1980، انضمت المكسيك إلى فنزويلا في ميثاق سان خوسيه، وهو مشروع مساعدات خارجية لبيع النفط بأسعار خاصة لدول في أمريكا الوسطى ومنطقة البحر الكاريبي. أدت الثقة الاقتصادية التي رسخها إلى تعزيز النمو الاقتصادي على المدى القصير، ولكن بحلول الوقت الذي ترك فيه منصبه، كان الاقتصاد قد تدهور وأفسح المجال لأزمة ديون حادة وتخلف عن سداد الديون السيادية.
كان أحد أعماله الأخيرة كرئيس، والذي أعلنه خلال خطابه السنوي عن حالة الأمة في 1 سبتمبر 1982، هو أمره بتأميم النظام المصرفي للبلاد.
اتهمه منتقدوه بالفساد والمحسوبية خلال فترة رئاسته.
أدى الإصلاح الانتخابي الذي تم إجراؤه خلال فترة رئاسته إلى زيادة عدد أعضاء مجلس النواب إلى 400: 300 تم انتخابهم عن دوائر انتخابية ذات مقعد واحد من خلال التصويت بالأكثرية (اقتراع على مرشح واحد) و100 يتم انتخابهم وفقًا للتمثيل النسبي (متعدد الأطراف). وعلاوة على ذلك، فتح الإصلاح العملية الانتخابية أمام أحزاب المعارضة الصغيرة.

#### المحسوبية
كانت إدارة لوبيز بورتيلو سيئة السمعة، أكثر من الإدارات السابقة، بسبب عدد أقارب الرئيس الذين شغلوا مناصب عامة. عين شقيقته مارغريتا لوبيز بورتيو رئيسة للمديرية العامة للإذاعة والتلفزيون والتصوير السينمائي (آر تي سي)، وابن عمه غيليرمو لوبيز بورتيو أول رئيس-والوحيد- للمعهد الوطني للرياضة الذي كان قد تم إنشاؤه حديثًا (إندي، الذي تم حله في عام 1981)، وابنه خوسيه رامون لوبيز بورتيو (الذي وصفه الرئيس بأنه «فخر محسوبيتي») عُيَّن أمينًا فرعيًا لإعداد البرامج والميزانية. ظهرت ابنته بولينا لوبيز بورتيو أيضًا كمغنية بوب خلال فترة رئاسته، وقامت السيدة الأولى كارمن رومانو بجولة في أوروبا مع أوركسترا مدينة مكسيكو الفيلهارمونية، التي أسستها ومولتها حكومة مدينة مكسيكو من خلال مبادرتها «لجعل تعليم الفنون الجميلة في متناول الشباب».

### السياسة الخارجية
في عام 1981، انعقدت قمة كانكون، وهي حوار بين الشمال والجنوب. وحضر القمة 22 رئيس دولة وحكومة من الدول الصناعية (الشمالية) والدول النامية (الجنوبية). خلال فترة رئاسة لوبيز بورتيو، دعمت المكسيك جبهة التحرير الوطني الساندينية في نيكاراغوا. في عام 1977، بعد وفاة الديكتاتور فرانسيسكو فرانكو، استأنفت المكسيك العلاقات الدبلوماسية مع إسبانيا. وأيضًا، في عام 1979 زار البابا يوحنا بولس الثاني المكسيك لأول مرة.

## التعليم
تعلم في الجامعة الوطنية المستقلة في المكسيك، وجامعة تشيلي.

## روابط خارجية
- خوسيه لوبيز بورتيو على موقع IMDb (الإنجليزية)
- خوسيه لوبيز بورتيو على موقع الموسوعة البريطانية (الإنجليزية)
- خوسيه لوبيز بورتيو على موقع مونزينجر (الألمانية)
- خوسيه لوبيز بورتيو على موقع إن إن دي بي (الإنجليزية)
- خوسيه لوبيز بورتيو على موقع قاعدة بيانات الفيلم (الإنجليزية)